# Arisleyda Dilone
Arisleyda Dilone é diretora e atriz. Ela é mais conhecida por seu trabalho nos documentários Mami y Yo y mi Gallito e Two White Cars.

## Vida e carreira
Dilone nasceu em Santiago de los Caballeros, República Dominicana, mas cresceu em uma região fora da capital. Durante sua infância e juventude, as mulheres de sua família incentivavam Arisleyda Dilone a apresentar características mais femininas, como usar vestidos e alisar o cabelo.
Dilone é intersexo e tem disgenesia gonadal de variação intersexo XY. Ela descobriu que é uma pessoa intersexo já adulta e decidiu realizar documentários para apresentar sua história.
Seu documentário de estreia na direção, Mami y Yo y mi Gallito, foi exibido na Universidade de Harvard. Em 2015, ela foi premiada com o Astraea Intersex Fund por seu trabalho documental. Em 2018, ela ganhou uma bolsa da MacDowell Colony.
Atualmente, mora na cidade de Nova York.

## Filmografia
- 2015: Mami y Yo y mi Gallito, documentário em que realizou o papel de escritora e diretora.
- 2017: Special Election, curta-metragem em que realizou o papel de atriz.
- 2018: Two White Cars, documentário em que realizou o papel de diretora.